# Embia socia
Embia socia is een insectensoort uit de familie Embiidae, die tot de orde webspinners (Embioptera) behoort. De soort komt voor in Congo-Kinshasa.
Embia socia is voor het eerst wetenschappelijk beschreven door Navás in 1929.